# Néstor López Rodríguez
Néstor López Rodríguez (Ejido, Mérida, 4 de julio de 1938) es un médico y político venezolano, quien fue rector de la Universidad de los Andes y diputado por el estado Mérida en la Asamblea Nacional con el partido Acción Democrática.

## Biografía
Nació en Ejido, en Mérida. Estudió en el Liceo Libertador y se graduó como médico en la Universidad de los Andes. Fue director de la Escuela de Medicina, decano de la Facultad de Medicina, jefe del Departamento de Farmacología y Toxicología y secretario de la universidad. En 1987 fue elegido rector para el período 1988-1992.
Fue diputado a la Asamblea Nacional en el período 2001-2006, siendo miembro de la Comisión de Política Exterior.